# Сауд ібн Фейсал ібн Абдул-Азіз Аль Сауд
Сауд ібн Фейсал ібн Абдул-Азіз Аль Сауд (араб. سعود بن فيصل بن عبد العزيز آل سعود; н. 2 січня 1940, Ет-Таїф — пом. 9 липня 2015, Лос-Анджелес) — саудівський державний діяч, дипломат, міністр закордонних справ Королівства Саудівська Аравія (1975—2015). Член королівської сім'ї Саудівської Аравії, рекордсмен за перебуванням на посту мінистра закордонних справ.

## Біографія
Народився в Ет-Таїфі. Був другим сином короля Фейсала і Іффат ас-Сунаян. У 1964 або 1965 році закінчив Прінстонський університет зі ступенем бакалавра. У нього були брати: Мухаммад, Туркі, і сестри: Лулува, Сара і Хайфа бінт Фейсал.
Працював економічним консультантом в Міністерстві нафти Саудівської Аравії. У лютому 1970 року став віце-президентом нафтової компанії Петромін з планування. Був членом Верховного координаційного комітету. У 1971 році став заступником Міністра нафти.
У тому ж 1975 році призначений на посаду Міністра закордонних справ. 29 квітня 2015 року на посаді Міністра закордонних справ його змінив посол КСА в США Адель Джубейр.
Страждав від хвороби Паркінсона і болів в спині. Переніс операцію в Сполучених Штатах. У серпні 2012 року в Джидді йому проведено операцію на кишечнику.
У січні 2015 року в США проведена операція на хребті.
Помер 9 липня 2015 року у віці 75 років.
Принц Сауд був одружений зі своєю кузиною Джохара бінт Абдуллах, і мав у шлюбі трьох синів і трьох дочок. Його дочка Хайфа бінт Сауд одружена з першим арабським космонавтом, принцом Султаном ібн Салманом.